# Championnat des Amériques masculin de basket-ball des moins de 16 ans 2021
Navigation
Brésil 2019 Mexique 2023
Le championnat des Amériques masculin de basket-ball des moins de 16 ans 2021 se déroule à Xalapa au Mexique du 23 au 29 août 2021. Il s'agit de la septième édition de la compétition, instaurée en 2009.

## Équipes participantes

### Qualifications
8 équipes, issues des différentes zones de qualification du Championnat des Amériques U16, sont qualifiées pour cette compétition.
| Mode de qualification                                                                  | Places | Nations qualifiées                |
| -------------------------------------------------------------------------------------- | ------ | --------------------------------- |
| Hôte du championnat des Amériques U16 2021                                             | 1      | Mexique                           |
| Qualifications Championnat des Amériques U16 2021 (Zone Amérique du Nord)              | 2      | Canada États-Unis                 |
| Qualifications Championnat des Amériques U16 2021 (Zone Amérique centrale et Caraïbes) | 2      | Porto Rico République dominicaine |
| Qualifications Championnat des Amériques U16 2021 (Zone Amérique du Sud)               | 3      | Argentine Brésil Chili            |

## Rencontres

### Premier tour

#### Groupe A
| Rang | Équipe    | Pts | J | G | P | Pp  | Pc  | Diff |  | Résultats (dom.\ext.) |   |       |       |       |
| ---- | --------- | --- | - | - | - | --- | --- | ---- |  | --------------------- | - | ----- | ----- | ----- |
| 1    | Argentine | 6   | 3 | 3 | 0 | 250 | 171 | 79   |  | Argentine             |   | 81-70 | 98-52 | 71-49 |
| 2    | Canada    | 5   | 3 | 2 | 1 | 247 | 183 | 64   |  | Canada                | - |       | 92-53 | 85-49 |
| 3    | Brésil    | 4   | 3 | 1 | 2 | 174 | 249 | -75  |  | Brésil                | - | -     |       | 69-59 |
| 4    | Mexique   | 3   | 3 | 0 | 3 | 157 | 225 | -68  |  | Mexique               | - | -     | -     |       |

#### Groupe B
| Rang | Équipe                 | Pts | J | G | P | Pp  | Pc  | Diff |  | Résultats (dom.\ext.)  |   |        |        |        |
| ---- | ---------------------- | --- | - | - | - | --- | --- | ---- |  | ---------------------- | - | ------ | ------ | ------ |
| 1    | États-Unis             | 6   | 3 | 3 | 0 | 389 | 200 | 189  |  | États-Unis             |   | 133-74 | 118-67 | 138-59 |
| 2    | République dominicaine | 5   | 3 | 2 | 1 | 256 | 254 | 2    |  | République dominicaine | - |        | 75-67  | 107-54 |
| 3    | Porto Rico             | 4   | 3 | 1 | 2 | 215 | 230 | -15  |  | Porto Rico             | - | -      |        | 81-37  |
| 4    | Chili                  | 3   | 3 | 0 | 3 | 150 | 326 | -176 |  | Chili                  | - | -      | -      |        |

### Tableau final
|  | Quarts de finale | Quarts de finale       | Quarts de finale       | Quarts de finale       |           |           | Demi-finales | Demi-finales | Demi-finales                  | Demi-finales                  |                               |                               | Finale       | Finale       | Finale       | Finale       |
|  |                  |                        |                        |                        |           |           |              |              |                               |                               |                               |                               |              |              |              |              |
|  | 27 août 2021     | 27 août 2021           | 27 août 2021           | 27 août 2021           |           |           | 28 août 2021 | 28 août 2021 | 28 août 2021                  | 28 août 2021                  |                               |                               | 29 août 2021 | 29 août 2021 | 29 août 2021 | 29 août 2021 |
|  | 27 août 2021     | 27 août 2021           | 27 août 2021           | 27 août 2021           |           |           | 28 août 2021 | 28 août 2021 | 28 août 2021                  | 28 août 2021                  |                               |                               | 29 août 2021 | 29 août 2021 | 29 août 2021 | 29 août 2021 |
|  | A1               | Argentine              | 90                     | 90                     |           |           | 28 août 2021 | 28 août 2021 | 28 août 2021                  | 28 août 2021                  |                               |                               | 29 août 2021 | 29 août 2021 | 29 août 2021 | 29 août 2021 |
|  | A1               | Argentine              | 90                     | 90                     |           |           | 28 août 2021 | 28 août 2021 | 28 août 2021                  | 28 août 2021                  |                               |                               | 29 août 2021 | 29 août 2021 | 29 août 2021 | 29 août 2021 |
|  | B4               | Chili                  | 38                     | 38                     |           |           | 28 août 2021 | 28 août 2021 | 28 août 2021                  | 28 août 2021                  |                               |                               | 29 août 2021 | 29 août 2021 | 29 août 2021 | 29 août 2021 |
|  | B4               | Chili                  | 38                     | 38                     | Argentine | Argentine | 76           | 76           |                               |                               |                               |                               | 29 août 2021 | 29 août 2021 | 29 août 2021 | 29 août 2021 |
|  | 27 août 2021     |                        |                        |                        | Argentine | Argentine | 76           | 76           |                               |                               |                               |                               | 29 août 2021 | 29 août 2021 | 29 août 2021 | 29 août 2021 |
|  |                  |                        | République dominicaine | République dominicaine | 74        | 74        |              |              |                               |                               |                               |                               | 29 août 2021 | 29 août 2021 | 29 août 2021 | 29 août 2021 |
|  | B2               | République dominicaine | République dominicaine | République dominicaine | 74        | 74        | 74           | 74           |                               |                               |                               |                               | 29 août 2021 | 29 août 2021 | 29 août 2021 | 29 août 2021 |
|  | B2               | République dominicaine | 28 août 2021           |                        |           |           | 74           | 74           |                               |                               |                               |                               | 29 août 2021 | 29 août 2021 | 29 août 2021 | 29 août 2021 |
|  | A3               | Brésil                 | 66                     | 66                     |           |           |              |              |                               |                               |                               |                               | 29 août 2021 | 29 août 2021 | 29 août 2021 | 29 août 2021 |
|  | A3               | Brésil                 | 66                     | 66                     | Argentine | Argentine | 75           | 75           |                               |                               |                               |                               |              |              |              |              |
|  | 27 août 2021     |                        |                        |                        | Argentine | Argentine | 75           | 75           |                               |                               |                               |                               |              |              |              |              |
|  |                  |                        | États-Unis             | États-Unis             | 90        | 90        |              |              |                               |                               |                               |                               |              |              |              |              |
|  | A2               | Canada                 | États-Unis             | États-Unis             | 90        | 90        | 93           | 93           |                               |                               |                               |                               |              |              |              |              |
|  | A2               | Canada                 |                        |                        |           |           |              |              |                               |                               |                               |                               |              |              |              |              |
|  | B3               | Porto Rico             | 65                     | 65                     |           |           |              |              |                               |                               |                               |                               |              |              |              |              |
|  | B3               | Porto Rico             | 65                     | 65                     | Canada    | Canada    | 81           | 81           | Match pour la troisième place | Match pour la troisième place | Match pour la troisième place | Match pour la troisième place |              |              |              |              |
|  | 27 août 2021     |                        |                        |                        | Canada    | Canada    | 81           | 81           | Match pour la troisième place | Match pour la troisième place | Match pour la troisième place | Match pour la troisième place |              |              |              |              |
|  |                  |                        | États-Unis             | États-Unis             | 99        | 99        |              |              | 29 août 2021                  | 29 août 2021                  | 29 août 2021                  | 29 août 2021                  |              |              |              |              |
|  | B1               | États-Unis             | États-Unis             | États-Unis             | 99        | 99        | 123          | 123          | 29 août 2021                  | 29 août 2021                  | 29 août 2021                  | 29 août 2021                  |              |              |              |              |
|  | B1               | États-Unis             |                        |                        |           |           |              | 123          |                               |                               | République dominicaine        | République dominicaine        | 76           | 76           |              |              |
|  | A4               | Mexique                | 53                     | 53                     |           |           |              |              |                               |                               | République dominicaine        | République dominicaine        | 76           | 76           |              |              |
|  | A4               | Mexique                | 53                     | 53                     | Canada    | Canada    | 92           | 92           |                               |                               |                               |                               |              |              |              |              |
|  |                  |                        |                        |                        |           |           |              |              |                               |                               |                               |                               |              |              |              |              |

### Matches de classement

#### Matches pour la5eplace
|  | Tour de classement 5e - 8e | Tour de classement 5e - 8e | Tour de classement 5e - 8e | Tour de classement 5e - 8e |                        |        | Match pour la 5e place | Match pour la 5e place | Match pour la 5e place | Match pour la 5e place |
|  |                            |                            |                            |                            |                        |        |                        |                        |                        |                        |
|  | 28 août 2021               | 28 août 2021               | 28 août 2021               | 28 août 2021               |                        |        | 29 août 2021           | 29 août 2021           | 29 août 2021           | 29 août 2021           |
|  | Chili                      | Chili                      | 41                         | 41                         |                        |        | 29 août 2021           | 29 août 2021           | 29 août 2021           | 29 août 2021           |
|  | Chili                      | Chili                      | 41                         | 41                         |                        |        | 29 août 2021           | 29 août 2021           | 29 août 2021           | 29 août 2021           |
|  | Brésil                     | Brésil                     | 73                         | 73                         |                        |        | 29 août 2021           | 29 août 2021           | 29 août 2021           | 29 août 2021           |
|  | Brésil                     | Brésil                     | 73                         | 73                         | Brésil                 | Brésil | 73                     | 73                     |                        |                        |
|  | 28 août 2021               |                            |                            |                            | Brésil                 | Brésil | 73                     | 73                     |                        |                        |
|  |                            |                            | Mexique                    | Mexique                    | 60                     | 60     |                        |                        |                        |                        |
|  | Porto Rico                 | Porto Rico                 | Mexique                    | Mexique                    | 60                     | 60     | 78                     | 78                     |                        |                        |
|  | Porto Rico                 | Porto Rico                 |                            |                            |                        |        |                        | 78                     |                        |                        |
|  | Mexique                    | Mexique                    | 82                         | 82                         |                        |        |                        |                        |                        |                        |
|  | Mexique                    | Mexique                    | 82                         | 82                         | Match pour la 7e place |        |                        |                        |                        |                        |
|  |                            |                            |                            |                            |                        |        |                        |                        |                        |                        |
|  | 29 août 2021               |                            |                            |                            |                        |        |                        |                        |                        |                        |
|  | Chili                      | Chili                      | 46                         | 46                         |                        |        |                        |                        |                        |                        |
|  | Chili                      | Chili                      | 46                         | 46                         |                        |        |                        |                        |                        |                        |
|  | Porto Rico                 | Porto Rico                 | 73                         | 73                         |                        |        |                        |                        |                        |                        |
|  | Porto Rico                 | Porto Rico                 | 73                         | 73                         |                        |        |                        |                        |                        |                        |

## Classement final
| Place                        | Équipe                 | Vict.-Déf. |
| ---------------------------- | ---------------------- | ---------- |
| Médaille d'or, Amérique      | États-Unis             | 6 - 0      |
| Médaille d'argent, Amérique  | Argentine              | 5 - 1      |
| Médaille de bronze, Amérique | Canada                 | 4 - 2      |
| 4                            | République dominicaine | 3 - 3      |
| 5                            | Brésil                 | 3 - 3      |
| 6                            | Mexique                | 1 - 5      |
| 7                            | Porto Rico             | 2 - 4      |
| 8                            | Chili                  | 0 - 6      |

- Qualification pour la Coupe du Monde U17 2022

## Leaders statistiques

### Points
| Place | Nom               | Équipe     | PPM  |
| ----- | ----------------- | ---------- | ---- |
| 1     | Ron Holland       | États-Unis | 19,0 |
| 2     | Alejandro Avilés  | Porto Rico | 16,7 |
| 3     | Robert Dillingham | États-Unis | 15,7 |
| 4     | Mikkel Tyne       | Canada     | 15,0 |
| 5     | Eduardo Bersch    | Brésil     | 13,5 |

### Rebonds
| Place | Nom              | Équipe                 | RPM  |
| ----- | ---------------- | ---------------------- | ---- |
| 1     | Alejandro Avilés | Porto Rico             | 10,8 |
| 2     | Olivier Rioux    | Canada                 | 10,3 |
| 3     | Ron Holland      | États-Unis             | 10,2 |
| 4     | Luis Díaz        | République dominicaine | 9,0  |
| 5     | Enrico Borio     | Brésil                 | 7,5  |

### Passes décisives
| Place | Nom                   | Équipe                 | PDPM |
| ----- | --------------------- | ---------------------- | ---- |
| 1     | Robert Dillingham     | États-Unis             | 6,2  |
| 2     | Cauã De Souza Pacheco | Brésil                 | 5,8  |
| 3     | Jaylen Curry          | États-Unis             | 5,7  |
| 4     | Osezojie Okojie       | Canada                 | 5,5  |
| 5     | Danny Carbuccia       | République dominicaine | 5,3  |

### Contres
| Place | Nom              | Équipe                 | CPM |
| ----- | ---------------- | ---------------------- | --- |
| 1     | Alejandro Avilés | Porto Rico             | 3,5 |
| 2     | Olivier Rioux    | Canada                 | 2,3 |
| 3     | Justin McBride   | États-Unis             | 1,8 |
| 4     | Jalen Lewis      | États-Unis             | 1,7 |
| 5     | Yeison Liberato  | République dominicaine | 1,5 |

### Interceptions
| Place | Nom               | Équipe                 | IPM |
| ----- | ----------------- | ---------------------- | --- |
| 1     | Jaylen Curry      | États-Unis             | 3,8 |
| 2     | Robert Dillingham | États-Unis             | 3,2 |
| 3     | Danny Carbuccia   | République dominicaine | 2,8 |
| 4     | Ron Holland       | États-Unis             | 2,5 |
| 4     | Yeison Liberato   | République dominicaine | 2,5 |
| 4     | Juan Peral        | Argentine              | 2,5 |

### Évaluation
| Place | Nom               | Équipe                 | EPM  |
| ----- | ----------------- | ---------------------- | ---- |
| 1     | Ron Holland       | États-Unis             | 27,2 |
| 2     | Alejandro Avilés  | Porto Rico             | 22,8 |
| 3     | Robert Dillingham | États-Unis             | 18,3 |
| 4     | Jalen Lewis       | États-Unis             | 18,2 |
| 4     | Yeison Liberato   | République dominicaine | 18,2 |

## Récompenses
MVP de la compétition (meilleur joueur) Robert Dillingham
Meilleur cinq de la compétition
- Mikkel Tyne
- Danny Carbuccia
- Robert Dillingham
- Tiziano Prome
- Ron Holland